# ۳۴+۳۵
«۳۴+۳۵» (انگلیسی: 34+35) ترانه‌ای از خواننده آمریکایی آریانا گرانده است. این ترانه در ۲۰ اکتبر ۲۰۲۰ توسط ریپابلیک رکوردز، به عنوان دومین تک‌آهنگ از ششمین آلبوم استودیویی گرانده، موقعیت‌ها منتشر شد. عنوان ترانه و کورس آن به پوزیشن سکس ۶۹ اشاره دارد، در حالی که بقیه اشعار آن به جناس جنسی، حرف دو پهلو و شوخی‌های جنسی اشاره می‌کند.
ترانه به رتبه هشتم ۱۰۰ آهنگ داغ بیلبورد ایالات متحده آمریکا رسید و به هجدهمین تک‌آهنگ رتبه برتر گرانده در این جدول تبدیل شد. این ترانه همچنین به رتبه پنجم ۲۰۰ آهنگ جهانی بیلبورد رسید و به دومین تک‌آهنگ گرانده در ده رتبه برتر این جدول تبدیل شد. علاوه بر این، «۳۴+۳۵» در استرالیا، کانادا، ایرلند، مالزی، سنگاپور و انگلستان در میان ده رتبه برتر قرار گرفت و به نوزدهمین تک‌آهنگ در ده رتبه برتر گرانده در کانادا تبدیل شد.